# Seznam visokošolskih knjižnic v Sloveniji
Seznam visokošolskih knjižnic v Sloveniji.

## Univerza v Ljubljani
| Ime                                                           | Nadrejena ustanova                                                                            | Kraj      |
| ------------------------------------------------------------- | --------------------------------------------------------------------------------------------- | --------- |
| Narodna in univerzitetna knjižnica (NUK)                      | Univerza v Ljubljani                                                                          | Ljubljana |
| Centralna biotehniška knjižnica (CBK)                         | Biotehniška fakulteta v Ljubljani                                                             | Ljubljana |
| Centralna ekonomska knjižnica (CEK)                           | Ekonomska fakulteta v Ljubljani                                                               | Ljubljana |
| Centralna medicinska knjižnica (CMK)                          | Medicinska fakulteta v Ljubljani                                                              | Ljubljana |
| Centralna tehniška knjižnica (CTK)                            | Univerza v Ljubljani                                                                          | Ljubljana |
| Osrednja humanistična knjižnica (OHS)                         | Filozofska fakulteta v Ljubljani                                                              | Ljubljana |
| Osrednja družboslovna knjižnica Jožeta Goričarja (ODK)        | Fakulteta za družbene vede v Ljubljani                                                        | Ljubljana |
| Fizikalna knjižnica                                           | Fakulteta za matematiko in fiziko v Ljubljani                                                 | Ljubljana |
| Astronomska knjižnica                                         | Fakulteta za matematiko in fiziko v Ljubljani                                                 | Ljubljana |
| Meteorološka knjižnica                                        | Fakulteta za matematiko in fiziko v Ljubljani                                                 | Ljubljana |
| Matematična knjižnica                                         | Fakulteta za matematiko in fiziko v Ljubljani                                                 | Ljubljana |
| Knjižnica za mehaniko                                         | Fakulteta za matematiko in fiziko v Ljubljani                                                 | Ljubljana |
| Knjižnica FE in FRI                                           | Fakulteta za elektrotehniko v Ljubljani Fakulteta za računalništvo in informatiko v Ljubljani | Ljubljana |
| Teološka knjižnica Ljubljana                                  | Teološka fakulteta v Ljubljani                                                                | Ljubljana |
| Teološka knjižnica Maribor                                    | Teološka fakulteta v Ljubljani                                                                | Maribor   |
| Knjižnica Pravne fakultete Univerze v Ljubljani               | Pravna fakulteta v Ljubljani                                                                  | Ljubljana |
| Knjižnice Naravoslovnotehniške fakultete Univerze v Ljubljani | Naravoslovnotehniška fakulteta v Ljubljani                                                    | Ljubljana |
| Knjižnica Fakultete za upravo                                 | Fakulteta za upravo v Ljubljani                                                               | Ljubljana |
| Knjižnica Fakultete za farmacijo                              | Fakulteta za famacijo v Ljubljani                                                             | Ljubljana |

## Univerza v Mariboru
| Ime                                                    | Nadrejena ustanova | Kraj        |
| ------------------------------------------------------ | --- | ----------- |
| Univerzitetna knjižnica Maribor (vključuje IZUM)       | Univerza v Mariboru | Maribor     |
| Knjižnica tehniških fakultet                           | Fakulteta za strojništvo v Mariboru Fakulteta za elektrotehniko, računalništvo in informatiko v Mariboru Fakulteta za gradbeništvo v Mariboru Fakulteta za kemijo in kemijsko tehnologijo v Mariboru | Maribor     |
| Miklošičeva knjižnica                                  | Filozofska fakulteta v Mariboru Pedagoška fakulteta v Mariboru Fakulteta za naravoslovje in matematiko v Mariboru                                                                                    | Maribor     |
| Knjižnica Medicinske fakultete Univerze v Mariboru     | Medicinska fakulteta v Mariboru | Maribor     |
| Knjižnica Fakultete za kmetijstvo in biosistemske vede | Fakulteta za kmetijsktvo in biosistemske vede v Mariboru | Pivola/Hoče |
| Knjižnica Fakultete za varnostne vede                  | Fakulteta za varnostne vede v Ljubljani | Ljubljana   |
| Knjižnica Fakultete za organizacijske vede             | Fakulteta za organizacijske vede v Kranju | Kranj       |
| Knjižnica Pravne fakultete Univerze v Mariboru         | Pravna fakulteta v Mariboru | Maribor     |

## Univerza v Novi Gorici
- Knjižnica Univerze v Novi Gorici

## Univerza na Primorskem
- Univerzitetna knjižnica Univerze na Primorskem

## Univerza v Novem mestu
- Knjižnica Univerze v Novem mestu

## Nova univerza
- Univerzitetna knjižnica Nove univerze

## Alma mater europaea
- Knjižnica AMEU - ISH (ISHLJ)
- Knjižnica AMEU - ECM (ESM)